# 魏瑪市政廳

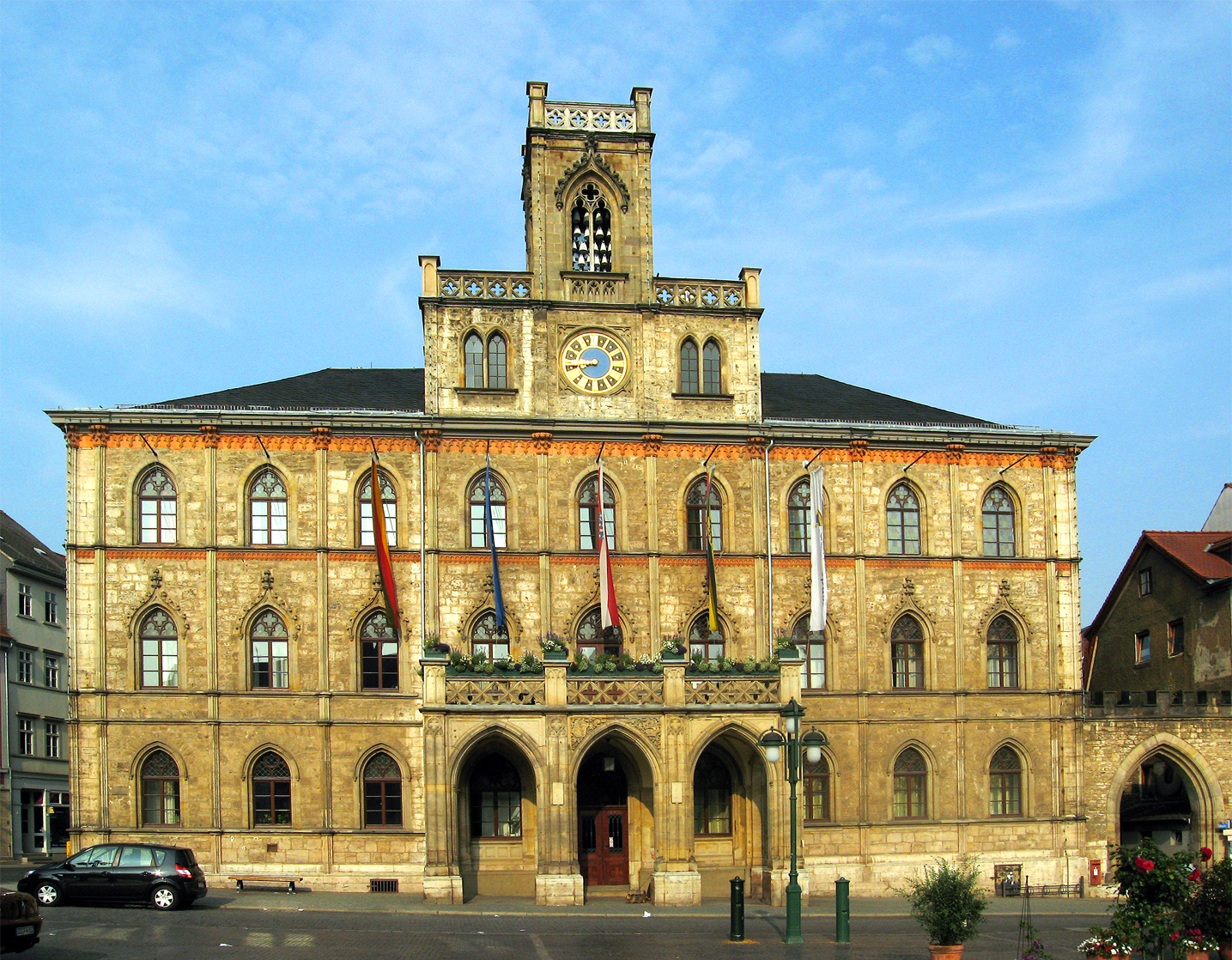

魏瑪市政廳（德語：Weimarer Rathaus）是位於德國城市魏瑪的一座建築，也是魏瑪的市政廳。現在的魏瑪市政廳修建於1841年，是一座新哥特式建築。魏瑪市政廳是魏瑪的地標建築。